# 온천천
온천천(溫泉川)은 수영강의 지류로, 부산광역시의 금정산에서 발원하여 금정구, 동래구, 연제구를 거쳐 수영강으로 흘러드는 지방 하천이다. 15.62 km 길이에, 60~90m 너비이다. 옛날에는 동래 지역의 젖줄 역할을 하였다. 오늘날에는 난개발로 인하여 하천 생태계가 거의 파괴되면서 1995년부터 온천천 살리기 사업이 시작되었으나 아직 많이 훼손된 상태이다. 부산 도시철도 1호선의 선로와 비슷하게 흐르다가 동래구의 수영강으로 합류한다.
이 같은 오염을 막기 위해 1995년부터 연제구에서는 온천천 살리기 사업을 시작해 1999년 240m 구간의 콘크리트 구조물을 걷어내고 자연형 하천으로 복원하였고, 2003년까지 자연형 하천 정비 사업을 마무리할 계획으로 사업을 추진하였다.
또 2000년 4월에는 8개 사회·환경단체가 연합해 '온천천 살리기 네트워크'를 결성하고 생태계 복원에 힘써 2003년 1월 현재 연제구 내의 온천천에는 붕어·미꾸라지·자라·송사리 등의 어류와 소금쟁이·왕잠자리·여치·나비 등의 곤충이 서식하고, 물총새·알락할미새·백로 등 조류도 찾아들고 있다. 그 밖에 주변에 원추리·벌개미취·부들·억새·쑥부쟁이·붓꽃·꽃창포 등의 야생화도 자라고 있지만, 아직까지는 전반적으로 자연환경이 많이 훼손되어 있는 상태이다. 2011년 10월 19일에는 미꾸라지가 방류되었다.

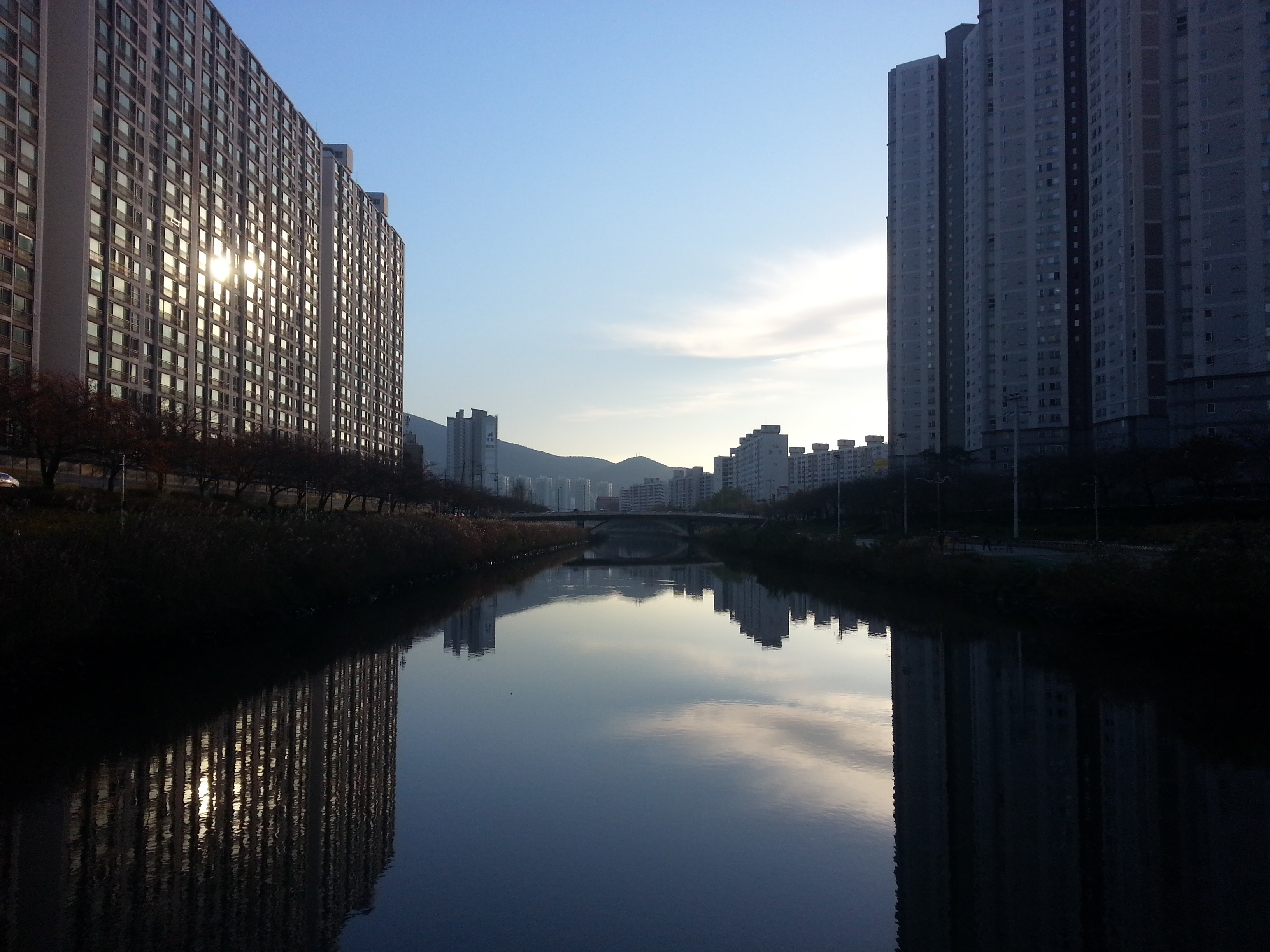
온천천의 경치

## 개요
부산광역시 금정구 남산동에서 발원하여 동래구 안락동 수영강으로 흐르는 지방하천이다. 남쪽으로 흐르다 동남방향으로 유향을 바꾸어 흘러 수영강으로 유입되는 지방하천으로 수영강의 제1지류이다. 하천수계는 본류와 14개의 소하천인 안락천, 쌍미천, 거제천, 사직천, 미남천, 명륜천, 금정천, 산저천, 건너천, 소정천, 부곡본동천, 장전천 등으로 구성되어 있다. 하천연장은 12.7 km, 유로연장 15.62 km, 유역면적 55.97 km2이다.
명칭은 하천이 지나는 온천동의 지명에서 유래하였다. 유역을 따라 부산외국어대학교 남산동캠퍼스와 부산대학교 부산캠퍼스, 부산가톨릭대학교, 대동대학교, 부산교육대학교, 부산경상대학교가 있다. 하천 중류지역인 동래역 인근에는 부산해양자연사박물관과 동래문화회관이 위치한다. 또한 이 일대에는 3~7세기에 걸쳐 조영된 부산의 대표적인 삼국시대 고분군인 복천동 고분군과 조선시대 국립지방교육기관으로 부산광역시 기념물 제61호로 지정된 동래항교가 있다. 도시철도 동래역과 교대역 사이에 하천의 양안으로 온천천로와 온천천 공원길이 조성되어 있다. 하천의 경사도는 상류부가 1/110, 중류부가 1/312, 하류부가 1/1,400으로 하류지역으로 갈수록 완만한 경사이다. 하천 중상류부를 따라 부산 도시철도 1호선과 국도 제7호선이 있다.
온천천 북쪽 안락동 일대에는 2010년대 후반부터 아기자기한 카페와 식당이 많이 들어섰다. 이 일대는 온천천 카페거리라고 불린다.

## 명칭 유래
온천천이 흐르는 구간 중에 전국적으로 알려진 온천동(동래온천장으로도 알려져 있다)이 있어 붙은 이름이다.

## 자연 환경
온천천은 수영강의 제1 지류로 수영강 하구로부터 약 3.1 km 상류 지점에서 수영강의 우안 측으로 유입하는 지방하천이다. 부산의 진산인 금정산의 고당봉과 계명봉 사이 골짜기에서 발원해 범어사 계곡을 지나 남서쪽으로 흘러 동쪽의 금정산맥과 서쪽의 윤산 사이를 흐른다.
동쪽 산지는 금정봉(387m)에서 금용산(152.3m)까지 남으로 뻗었다가 황령산(427.9m)을 거쳐 동쪽의 금련산(400m)과 배산(254.9m)으로 이어진다. 하천은 북에서 남으로 흐르다가, 동래에서 동쪽으로 흘러 수영강에 합류한다. 하천 양안에는 동래곡저평야[온천천 양안에 측방 침식으로 형성된 좁고 긴 곡저 평야]가 나타나는데 이 평야는 논과 미나리꽝으로 이용되었으나, 도시화되며 시가지로 변모하였다.
길이 15.62 km, 너비 60∼90m, 유역면적 55.97 km2로, 수영강(水營江)의 총 유역면적 가운데 27.7%를 차지한다. 부산광역시의 진산(鎭山)인 금정산(金井山:801m)에서 발원해 금정구·동래구·연제구를 거쳐 거제천(巨堤川)을 비롯한 여러 지류들과 합류해 수영강으로 흘러든다.
옛날에는 동래 지역의 젖줄 역할을 하던 중심 하천으로서 '서천' 또는 '동래천'이라 부르기도 하였다. 그러나 직강화(直降化) 하천 계획과 무분별한 복개, 하천 제방의 콘크리트화 등 근시안적인 난개발로 인해 현재는 하천 생태계가 거의 파괴되었을 뿐 아니라, 종래의 하천은 대도시의 배수로로 전락하였다. 또한 하천 둔치마저 대규모 주차장으로 쓰이기 시작하면서 하천 오염이 갈수록 심각해지고 있다.

## 현황
온천천은 유역 면적 56.28 km2에 유로 연장 14.13 km, 폭 30~90m의 하천으로, 수영강 전체 유역 면적(유역 면적 198.8 km2, 유로 연장 28.6 km)의 약 28.2%를 차지한다. 동래구·금정구·연제구 등 3개 자치구를 관통하며 흐르고, 상류에서부터 장전천·건너천·명륜천·미남천·사직천·거제천·안락천 등 14개의 소하천이 온천천으로 합류한다. 온천천이 북에서 남으로 뻗은 구간을 따라 중앙대로와 부산 도시철도 1호선이 지난다.
온천천 양안의 동래 곡저 평야가 시가지화 되고 제방 축조, 제방 도로 건설 등으로 주변 저습지의 저류 기능이 상실되었다. 또한 온천천 발원지인 금정산 주변에서 무허가 상수도(하천수를 이용해 인근 지역 주민의 용수 공급)를 사용함에 따라 계곡의 건천화가 발생해 유량이 급감하고, 각종 쓰레기와 하수의 유입으로 하천 전체가 거대한 하수관으로 변하였다. 이에 따라 온천천 정비 계획을 시행하게 되었다.
가장 먼저 오수 유입을 차단하고, 2005년 11월 온천천 수량 유지와 수질 개선을 위해 하루 3만~5만 톤의 낙동강 원수를 끌어들이는 통수로(낙동강 물을 금정구 회동수원지에 공급하는 도수 터널 끝부분에서 청룡동까지 2.5 km 구간에 관로와 가압펌프장을 설치)를 개통하였다. 낙동강 원수는 온천천 상류인 청룡동으로 흘러들며 그 입구에 청룡동 친수 공원이 조성되었다.
온천천은 자연 생태 하천으로 복원되고, 하천의 친수 공간에는 시민 공원을 조성하였다. 하천 양안에는 자전거 길, 산책로, 인공폭포, 수영장 등을 조성하고, 도시 미관 개선을 위해 야간 조명을 설치하였다. 이러한 사업의 시행으로 온천천은 현재 수영강을 거슬러 올라오는 물고기와 오리·갈매기·백로 등의 조류, 해바라기·쑥부쟁이·억새 등의 식생이 풍부한 생태 하천이자 도심 하천으로 자리매김 하였다.

## 온천천 산책로

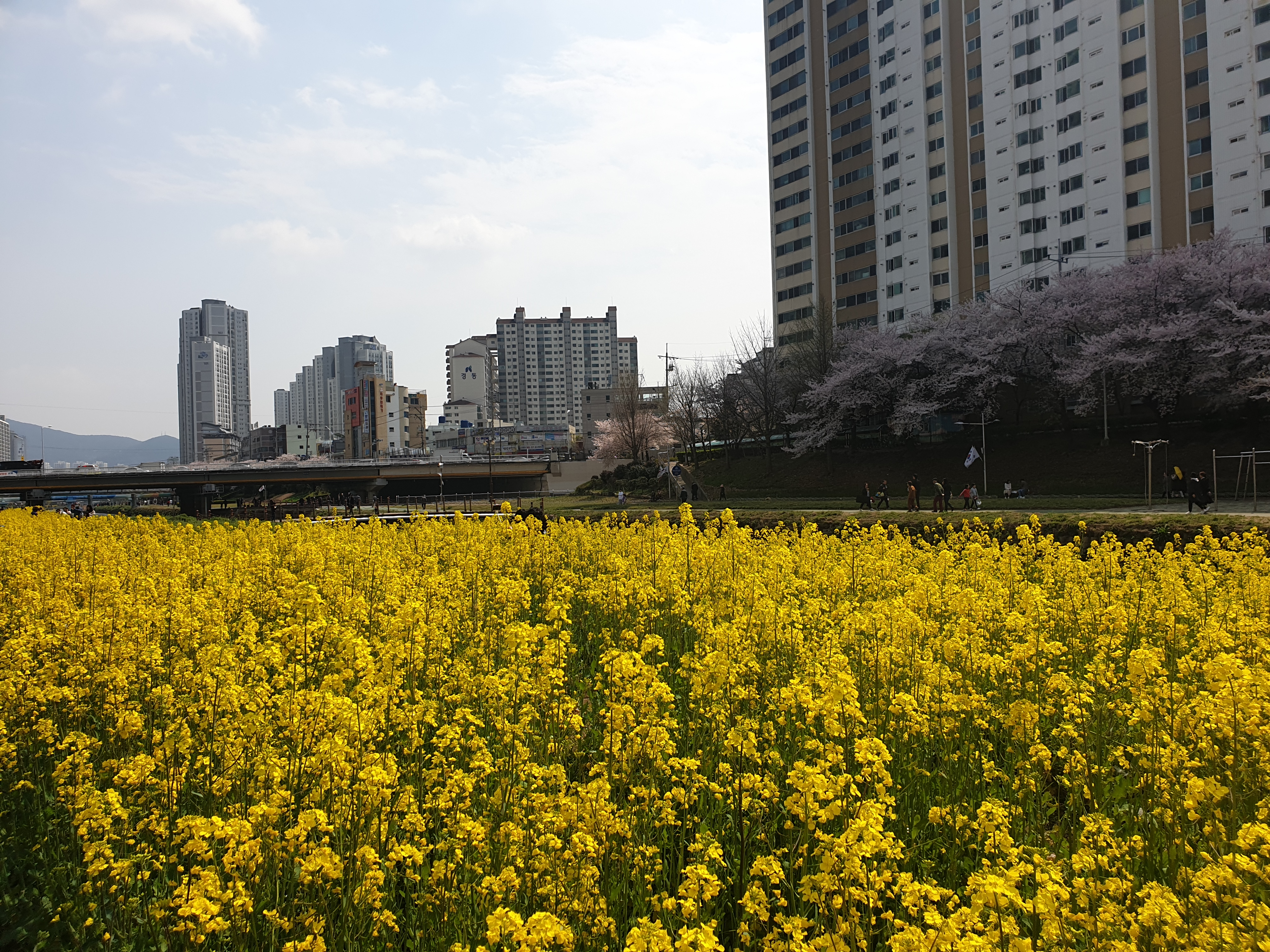
온천천 둔치

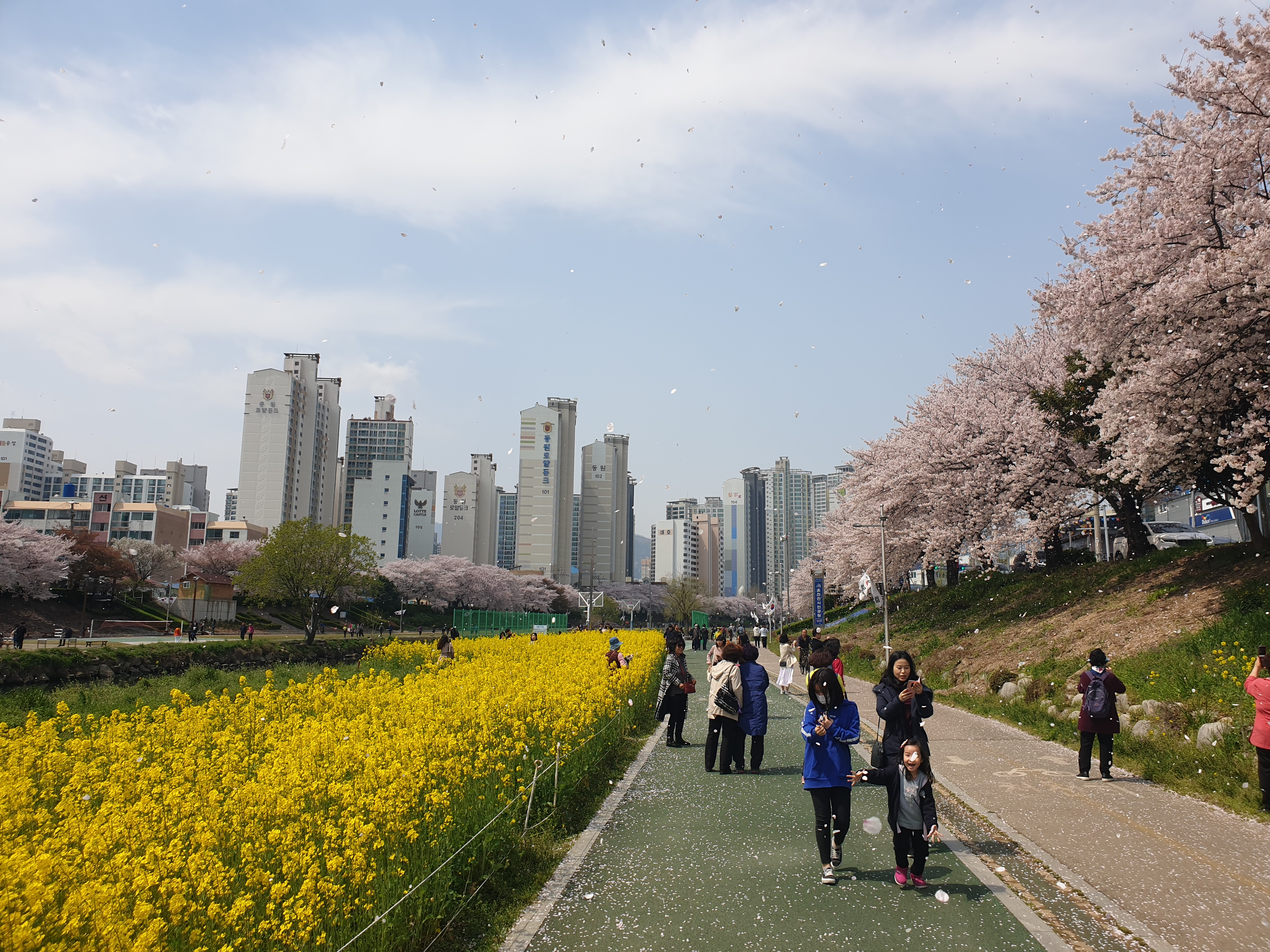
2019년 3월 벚꽃 핀 온천천 산책로

### 정의
부산광역시 온천천 일대에 있는 강변길이다.

### 건립
온천천은 경제 발전 일변도의 고도성장에 따라 하천이 급속하게 오염되어 1995년부터 민관·학계가 ‘온천천 SOS 운동’을 시작하였다. 콘크리트를 걷어내고 오폐수 차집관로를 설치하였으며, 둔치에는 되도록 생태의 옷을 입혔다. 온천천이 회복되자 시민들이 이용할 수 있도록 온천천 산책로(溫泉川散策路)를 2001년에 조성하였다.

### 변천
2011년 온천천 종합 정비 공사 과정에서 온천천의 생태 하천 친수 공간 설치 및 산책로, 시설 정비 작업이 이루어졌다.

### 구성
온천천은 산책로 조성 사업으로 강변 콘크리트 구조물이 완전 철거되고, 둔치 호안 녹화 및 꽃밭 조성, 수변 조경석 설치, 보행자 목재 데크 등의 조성이 이루어졌다. 산책로 곳곳에 자전거 전용 도로, 농구장·인라인스케이트장 등 운동 시설이 설치되었으며, 아름다운 조명 및 조형물 등도 설치되었다. 특히 환경이 열악한 지하철 역사 등 하부 음영지 및 하천 벽면을 자연 속에 문화가 공존하는 공간으로 개선하였다.

### 현황
온천천 산책로는 부산광역시 온천천 일대에 조성되어 있다. 2012년에 부산광역시는 20억 원의 예산을 들여 온천천 안락교 부근에서 수영강 합류 지점까지 685m 구간에 산책로 연결 공사를 진행하여 온천천과 수영강 산책로(水營江散策路)가 연결되었다. 이에 따라 온천천과 수영강을 아우르는 총 27.3km의 순환 산책로 겸 자전거 도로가 완성되었다. 온천천은 연제구·동래구·금정구로 이어지는 긴 하천이기 때문에 부산 지하철 1호선 교대역, 동래역 등 어디에서나 쉽게 접근할 수 있다. 주변에는 충렬사, 부산동래문화회관, 동래읍성, 복천박물관, 센텀시티, 벡스코, 롯데백화점, 수영사적공원, 민락공원 등이 있다.
부산광역시의 대표적인 봄꽃 명소 중 하나다. 매년 4월 초에는 세병교에서 안락교까지 650여 그루의 왕벚꽃이 펴 상춘객이 많이 찾는다. 또한, 벚꽃이 피는 시기에 둔치에 유채꽃 밭도 조성해놓아 봄꽃 놀이를 즐기러 오는 관광객이 많다.

## 온천천네트워크

### 개요
부산광역시 금정구 중앙대로 1911(구서동 184-38)에 있는 환경 관련 민간단체이다.

### 개설
1999년부터 국내의 하천 살리기 운동이 본격화되었는데, 도시 환경 오염의 원인이 샛강이고 이를 회복시키지 않고는 도시 환경이 되살아나지 않는다는 시민들의 요구와 지적이 변화의 계기가 되었다. 정부는 하천 정비 사업 계획을 마련하여 지방 자지 단체에 예산을 지원하였으며, 국내 제1호 하천 정비 사업 대상지로 선정된 곳이 바로 온천천 이었다.

### 설립 목적
온천천네트워크는 온천천의 자연 하천 복원과 역사 문화 복원을 통한 지역 공동체의 활성화와, 온천천 르네상스를 위해 주민 중심의 다양한 실천을 펼치며 나아가 지속 가능한 녹색 도시 부산을 만드는 것을 목적으로 설립되었다.

### 변천
2000년에 온천천 정비 사업이 추진될 당시, 친환경 사업이 아닌 개발 사업으로 진행될 것을 우려한 연제공동체와 낙동강공동체, 부산환경운동연합, 도시발전연구소 등 4개 시민 단체가 온천천의 생태 보전을 기치로 연대하면서 온천천 생명 문화 축전을 개최하는 것을 계기로 하여 그해 4월 3일에 온천천살리기네트워크가 결성되었다. 2001년에는 단체 간 네트워크에서 온천천 유역 주민 중심으로 변화해 온천천네트워크로 단체명을 변경하였다.

### 주요 사업과 업무(활동 사항)
온천천네트워크는 매년 온천천 유역 탐사와 도시 하천 기행, 환경 체험 교육, 도시 하천 사진전을 정기적으로 추진하고 있다. 또한 온천천과 관련한 각종 워크숍 및 국제 세미나, 지방 자치 단체 간담회, 민관 환경 행정 협의화와 온천천 환경 구조 조사, 오염 실태 조사, 주민 여론 조사 등을 통해 온천천 미래 구상이라는 종합적인 발전 방안인 온천천 마스터플랜을 작성하기도 하였다. 2000년부터 온천천 생명 문화 축천을 매년 개최하고 있으며, 『온천천 신문』 발행, 생태 조사를 통한 보고서 발간, 온천천 생태 지도 발간, 국내외 선진 자연형 하천 답사 등의 조사 연구 사업도 추진하고 있다.

### 현황
온천천네트워크의 조직은 공동 대표 2명과 운영 위원회(운영 위원장 1명, 위원 3명), 사무국(사무국장 1명), 간사 1명, 자문 위원 1명으로 구성되어 있다. 2012년 기준 회원은 약 300명이다.

### 의의
지방 자치 단체의 노력과 온천천네트워크의 활동을 통하여 온천천은 부산광역시를 대표하는 시민의 휴식 공간이 되었으며, 각 구역별로 특색 있는 공간을 꾸며 생태·환경적으로도 많은 개선이 이루어졌다. 악취가 나는 생활 하수가 흐르던 온천천은 이제 오리와 물고기들을 만날 수 있는 생태 자연 하천이 되었으며, 각종 문화 행사가 개최되고 지역 예술가들이 찾는 부산광역시의 문화·예술 중심지가 되고 있다.

## 온천천시민공원

### 개요
부산광역시 동래구·금정구·연제구에 흐르는 온천천 강변을 따라 조성되어 있는 공원이다.

### 건립
황폐화된 온천천을 자연에 가까운 하천으로 정비하여 생태계 학습의 시범 교육장으로 활용하는 한편, 시민들의 다양한 레크리에이션 욕구를 충족시키고 정서 함양에 기여하고자 1997년부터 2005년까지 자연형 하천 조성 사업을 시작하였다. 온천천 일대의 자연형 하천 조성 사업의 1단계는 1997년 12월에서 2002년 6월 사이에 이루어진 것으로 식물 경관 조성, 조명·벤치, 체력 단련 시설 등을 조성하였다. 2단계는 자연형 친수 공간·자연 학습장 구간·문화 체육 시설 구간의 3개 구간으로 구분하여 특성화하고 온천천을 유역 주민들에게 제2의 생활공간으로 제공하는 것이다. 온천천시민공원(溫泉川市民公園)은 2005년에 정식으로 개장하였으며, 지속적으로 개·보수를 하여 현재에 이르고 있다.

### 구성
온천천시민공원은 온천천의 온천교에서 안락교 사이 5km의 하천 유역에 조성되었다. 폭 1.5m~2m의 흙길 산책로 3 km 및 고무칩 우레탄 산책로 2.5 km, 폭 2.5m~3m·길이 5.5km의 자전거 도로가 온천천 강변을 따라 설치되어 있다. 또한 폭 11m·길이 200m의 인라인스케이트장, 폭 17m·길이 30m의 농구장, 폭 8m·길이 17m의 족구장, 폭 8.1m·길이 17.4m의 배드민턴장, 폭 6~15m·길이 50m의 물놀이장이 있다. 이를 비롯하여 8개소의 체육 시설, 관리 사무소, 노인 쉼터, 음악 분수, 음수대, 징검다리, 자연 학습소 등이 있으며, 1만 9800m2의 잔디밭, 18종의 야생초 등이 식재되어 있다.

### 현황
온천천이라는 지명은 『신증동국여지승람(新增東國輿地勝覽)』을 비롯한 많은 사료에 기록되어 있는 동래온천(온정)에서 유래하였다. 온천천은 원래 수영강의 제1지류로, 금정산에서 발원해 금정구·동래구·연제구 등을 흐르다가 수영강에 합류한 후에 바다로 들어간다. 다양한 식물과 어류, 조류 등이 서식하고 있다. 매년 4월이면 록 페스티벌, 마당극, 연날리기 대회 등으로 구성된 온천천 문화 축제가 열릴 뿐만 아니라 다양한 지역 행사의 장소로 사용되고 있다. 온천천 시민 공원 내에는 자전거를 대여할 수 있는 시설이 마련되어 있다. 온천천이 3개 구를 가로질러 흘러가고 있으므로 조성되어 있는 온천천시민공원은 온천천과 함께 금정구·동래구·연제구에서 각 지역을 연계하여 관리하고 있다. 온천천 시민 공원은 24시간 이용이 가능하며, 주변에는 충렬사, 부산동래문화회관, 동래읍성, 복천박물관 등이 분포되어 있다.

## 같이 보기
- 금정산
- 범어사
- 수영강
- 충렬사
- 부산동래문화회관
- 동래읍성지
- 복천박물관
- 센텀시티
- 벡스코
- 수영사적공원
- 민락공원
- 부산외국어대학교
- 부산대학교
- 부산가톨릭대학교
- 대동대학교
- 부산교육대학교
- 부산경상대학교
- 부산 도시철도 1호선
  - 동래역
  - 교대역
- 부산해양자연사박물관
- 부산 복천동 고분군
- 동래항교
- 쌍용더플래티넘연제